# Terrapene ornata
Terrapene ornata là một loài rùa trong họ Emydidae. Loài này được Agassiz mô tả khoa học đầu tiên năm 1857.

## Hình ảnh

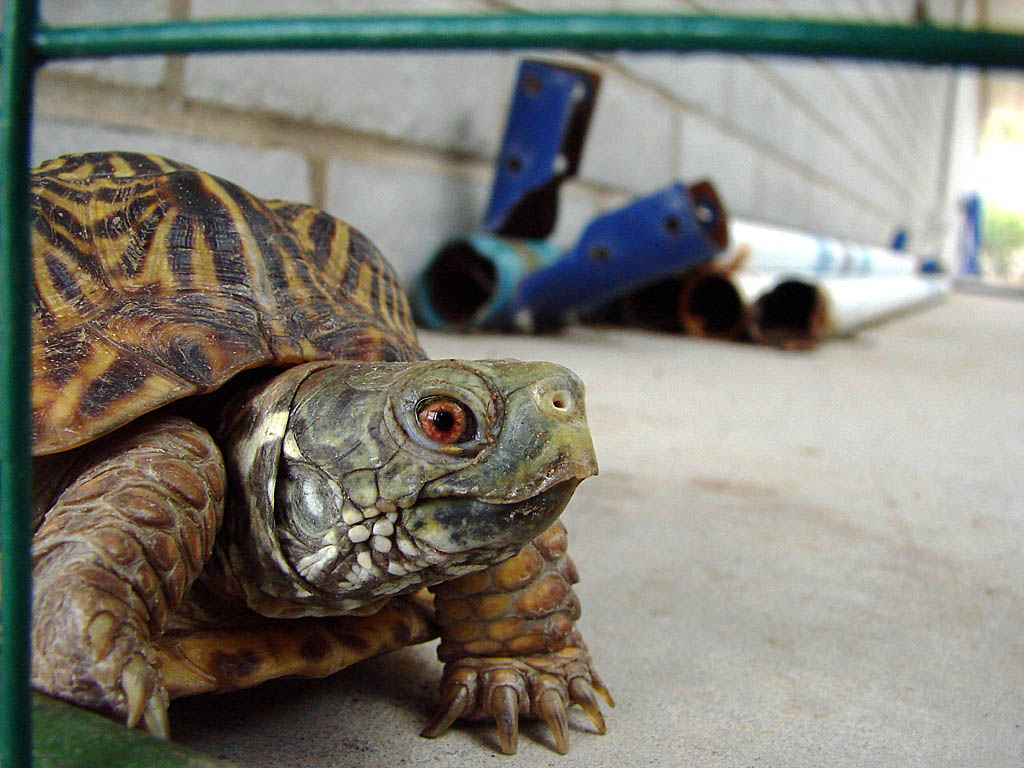
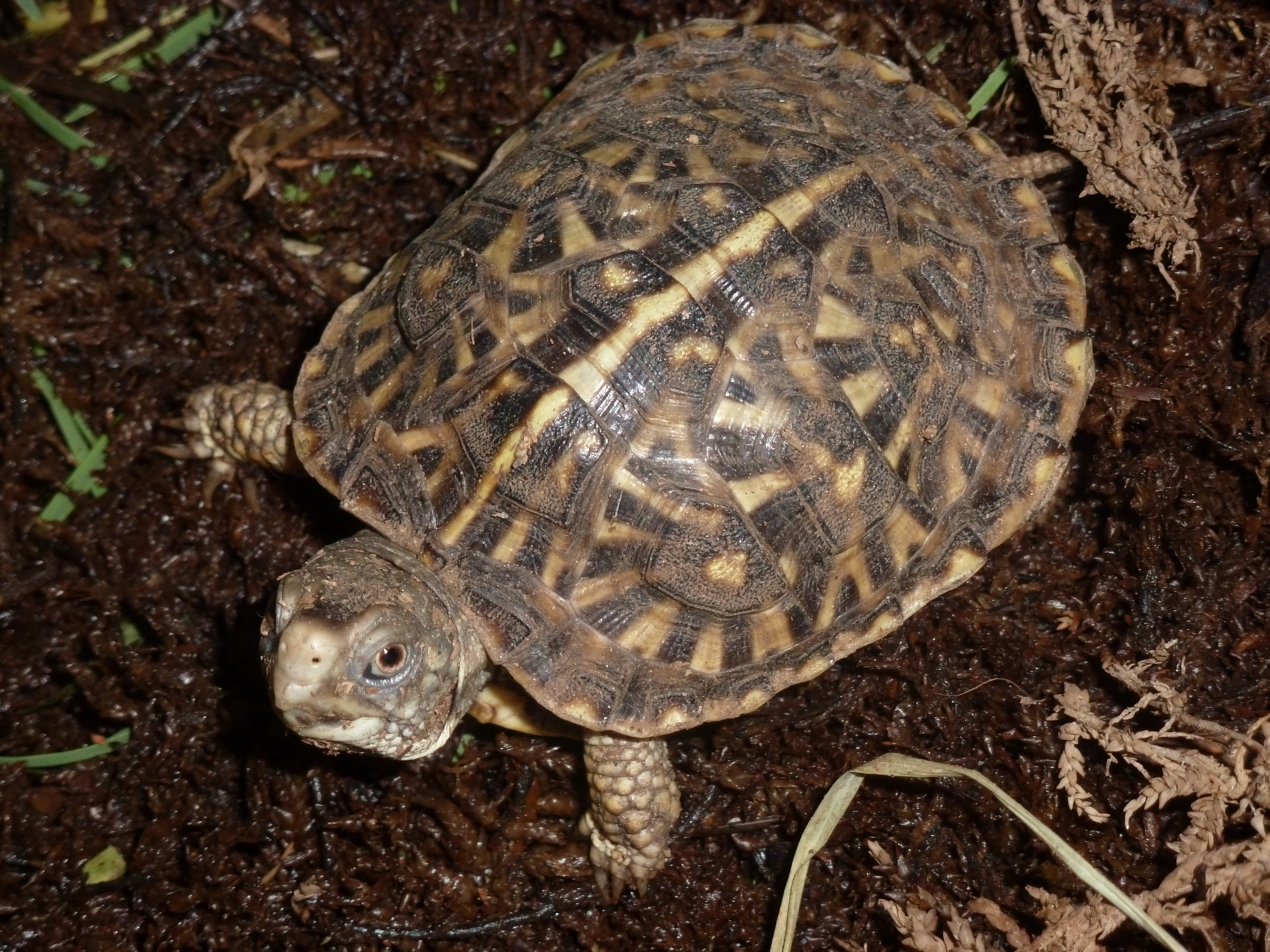